# European Advisory Commission
La Commissione consultiva europea (CCE, ingl. European Advisory Commission, EAC) fu una commissione interalleata sorta nell'ottobre del 1943 alla conferenza di Mosca per studiare già prima della sconfitta dei nazisti i problemi dell'Europa post-bellica e la divisione interzonale della Germania post-hitleriana.